# Sabella pottoei
Sabella pottoei är en ringmaskart som beskrevs av Jean Louis Armand de Quatrefages de Bréau 1866. Sabella pottoei ingår i släktet Sabella och familjen Sabellidae. Inga underarter finns listade i Catalogue of Life.